# ウィカムのウィリアム

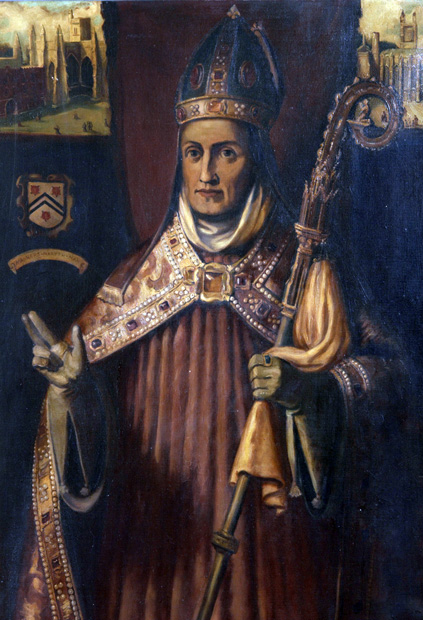
ウィカムのウィリアム

ウィカムのウィリアム（William of Wykeham、1324年 - 1404年8月16日）は、中世イングランドの神学者・政治家・教育家。「ウィカム」は出身地の地名であって姓ではない。また、日本語表記にはウィッカム、ワイカムなどとする例もある。
イングランドのウィカムの貧しい家庭に育つ。ウィンチェスター大聖堂で学んだ後に、1343年に侍従武官としてエドワード3世に仕える。以後、王の側近として1356年に王室付司祭、1364年に王璽尚書、1367年にはウィンチェスター司教と大法官を兼ねて事実上の宰相を務めた。この間に教区・修道院制度の改革などに努めた。
ところが、「反教権主義」論の高まりや政敵の中傷によって1371年と1376年に2度にわたって失脚した。その後、リチャード2世が潔白であると結論づけたが、1389年に大法官に再任されるまで公職には就かなかった。ジョン・ウィクリフ・トマス・アランデルの考え方にはともに同調せず、ロラード運動に対しては批判的であったが穏健に対応した。
また、晩年は教育にも力を注ぎ、1379年にはオックスフォード大学にニュー・カレッジを開設し、1394年には史上初のパブリック・スクールであるウィンチェスター・カレッジを開校して貴族以外の子弟にも門戸を開いた。

## 引用
ウィリアムの座右の銘は "Manners makyth man." （礼節が人を作る）であった。彼が創設したオックスフォード大学のニュー・カレッジや、ウィンチェスター・カレッジのモットーでもある。